# Similarity Matrix of Proteins
Similarity Matrix of Proteins, ou SIMAP, est une base de données de similitude entre protéines et des domaines protéiniques. Celle-ci rassemble toutes les séquences de protéines actuellement publiées et est continuellement mise à jour. Les similitudes entre protéines sont calculées à l'aide de l'algorithme FASTA qui fournit une vitesse optimale et une sensibilité nécessaire. Les domaines de protéines sont calculés en utilisant la base de données et les méthodes d'InterPro.
SIMAP est un projet commun du centre national de recherches GSF pour l'environnement et la santé, de l'université technique de Munich, et du centre de la vie et des sciences de l'alimentation Weihenstephan.
L'utilisation des résultats de SIMAP est entièrement libre pour l'éducation et la recherche publique.
SIMAP utilise la plateforme de calcul distribué BOINC. Grâce à l'utilisation de BOINC, chacun peut participer, avec son ordinateur personnel, à la mise à jour continue de la base de données. 

Statistiques de SIMAP au 30 juin 2011:
| Élément          | Nombre         |
| ---------------- | -------------- |
| Bases de données | 3 760          |
| Protéines        | 107 814 528    |
| Séquences        | 56 881 143     |
| Acides aminés    | 11 520 886 634 |

Le projet dans sa 1re version est maintenant fermé. BoincSimap will close